# 778 Theobalda
778 Theobalda este un asteroid din centura principală, descoperit pe 25 ianuarie 1914, de Franz Kaiser.